# Imperial Hospital de Caridade
O Hospital de Caridade (HC), cujo nome oficial é Imperial Hospital de Caridade (IHC), é um hospital filantrópico de Florianópolis, localizado no Centro. É o hospital mais antigo da cidade e do estado de Santa Catarina, além de ficar numa localização simbólica e ser parte de tradições religiosas da cidade.

## História
O Hospital de Caridade foi inaugurado no dia 1 de janeiro de 1789, sendo o primeiro hospital de Santa Catarina e a 12ª Santa Casa construída no Brasil. Seu fundador foi o irmão Joaquim Francisco do Livramento, da Irmandade do Senhor Jesus dos Passos. Seu prédio inicial ficava ao lado da Capela Menino Deus, fundada pela beata Joana de Gusmão em 1762, que do alto da colina era visível de toda o centro da cidade, e cujo prédio foi incorporado pelo hospital. Com o passar dos anos, o HC foi se expandindo, adicionando mais alas e prédios.
O hospital teve vários nomes ao longo das décadas. Fundado como Hospital Jesus, Maria e José, se tornou Santa Casa de Misericórdia da Ilha de Santa Catarina em 1792, Hospital Militar em 1821, Hospital de Caridade dos Pobres em 1827 até chegar ao nome de Imperial Hospital de Caridade do Desterro em 1846, após ter recebido a visita da comitiva imperial no ano anterior. Com a Proclamação da República, sai o nome Imperial em 1889 e em 1894 o nome da cidade muda de Desterro para Florianópolis. O nome Imperial voltaria mais tarde. Em 1987, inicia-se o processo de tombamento do HC.
O hospital sofreu um grande incêndio em 5 de abril de 1994, tendo o fogo consumido praticamente todas as alas, poupando apenas o entorno e o interior da capela histórica. Cerca de 70% do hospital foi destruído e nove pessoas morreram. O estado envelhecido dos prédios contribuiu para a tragédia, cujo início nunca foi esclarecido. Um esforço coletivo da irmandade e setores da sociedade conseguiu reconstruir o hospital, que retornou com importantes atualizações estruturais.

## Estrutura e Administração
A Irmandade do Senhor Jesus dos Passos administra o hospital, que é uma instituição filantrópica, atendendo tanto pacientes do SUS quanto de convênios privados. O HC conta 192 leitos em quinzes unidades de internação.
Recentemente, em 2015, passou a contar com o Centro Intensivo da Alta Complexidade Senhor Jesus dos Passos, considerado o mais moderno do estado de Santa Catarina.

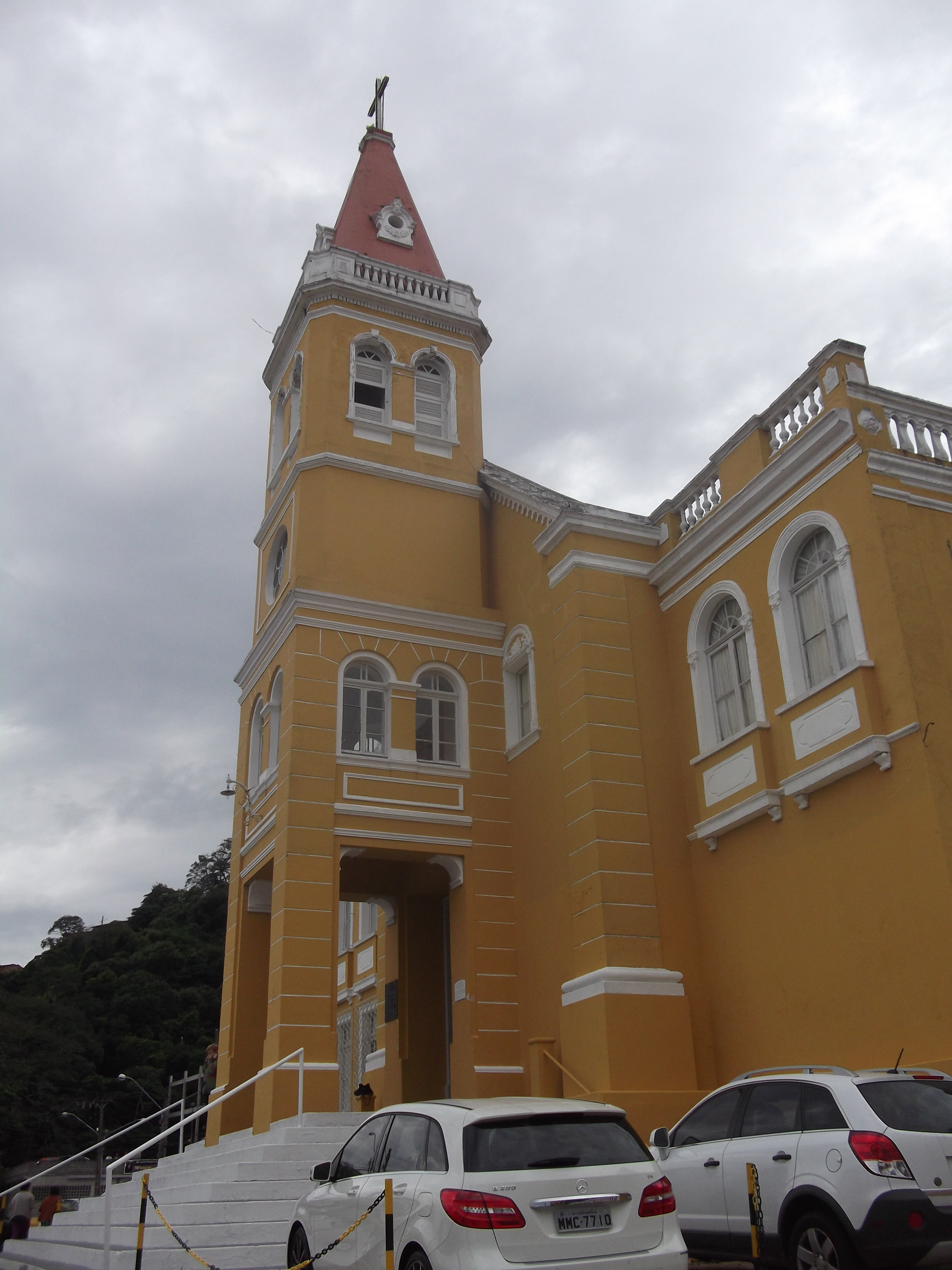
Capela Menino Deus.

## Cemitério
Nos fundos do Hospital fica o Cemitério da Irmandade do Senhor Jesus dos Passos, uma remanescência de antes de existirem os cemitérios municipais, quando as igrejas e capelas tinham seu próprio cemitérios. Neste estão enterrados muitos membros da Irmandade, o que inclui nomes famosos da cidade e do estado.

## Procissão do Senhor dos Passos
Uma tradição religiosa de Florianópolis, a Procissão do Senhor dos Passos é diretamente relacionada ao hospital. Quinze dias antes da Sexta-feira Santa, a imagem do Senhor dos Passos na Capela Menino Deus é lavada por crianças com uma água perfumada que depois é distribuída entre os devotos, e depois, a imagem de Cristo é vestida para ficar pronta para o cortejo, que parte da Capela em direção a Catedral Metropolitana no sábado seguinte. No domingo, uma nova procissão retorna a imagem pra a Capela. 
A procissão foi declarada Bem do Patrimônio de Natureza Imaterial do Município de Florianópolis, Patrimônio Imaterial do Estado de Santa Catarina e Patrimônio Cultural do Brasil.